# Alexander van Heteren
Alexander van Heteren (Heerlen, 25 april 1954) is een Nederlands acteur. Na de toneelacademie Maastricht begon hij in 1978 bij het Publiekstheater. Daar speelde hij veel klassieke rollen van onder andere Vondel, Shakespeare, Euripides en Sophocles onder regie van Hans Croiset en Ton Lutz. Sinds 1985 is hij freelance en was te zien bij veel theatergezelschappen, onder andere bij Toneelgoep Theater, De Appel, Het Nationale Toneel. Ook bij de vrije productie heeft hij gespeeld, onder andere bij Katrijnproducties en bij Hummelinck Stuurman Theaterbureau.
Ook heeft Alexander rollen gespeeld voor televisie en film, waarvan de bekendste zijn hoofdrol in de televisieserie "Missie Warmoesstraat" is. Ook was hij twee seizoenen te zien als schoonzoon in de serie "Oppassen!!!".
In de film had hij naast rollen in "Het brandende boek" en "Grijpstra en de Gier" de hoofdrol in "Dorst".
In Duitsland heeft hij de rol van "Gartner" gespeeld in het oorlogsdrama "Der Aufenthalt" onder regie van Frank Beyer.

## Televisie
- Medisch Centrum West - Richard Zuidenhout (Afl. De Val, 1990)
- Flodder - Hoofd Arrestatieteam (1993)
- Unit 13 - Felix Swart (1997)
- Oppassen!!! - Jeroen de Hert (2001-2003)
- Missie Warmoesstraat - Cas Wulffers (2004-2005)
- Goede tijden, slechte tijden - Guus Tuinman (2005)
- Slot Marsepeinstein - Hoofdpiet (2009-2013)